# レンフェ279形電気機関車
レンフェ279形電気機関車（Serie 279 de Renfe、旧番:スペイン国鉄7900形電気機関車）は、スペイン国鉄（レンフェ）の電気機関車。
日本からヨーロッパへ初めて輸出された電気機関車で、増備車の289形電気機関車、269形電気機関車および251形電気機関車とともに"Las Japonesas"（ラス・ハポネサス - 日本の、日本人、という意味）という愛称を持つ。

## 導入までの経緯
スペイン国鉄では動力近代化の一環として直流電化が進められたが、その時期や由来によって1,500 Vと3,000 Vの2種類の路線・区間が存在しており、従来運用されていた電気機関車は基本的にそれぞれの電圧のみの運用であった。そのため、両区間を直通する列車を牽引する場合は電圧の境目となる駅で機関車を付け替えなければならなかった。
この手間を解消するため、老朽化した1,500 V区間専用の電気機関車の置き換えも含めつつ、2つの電圧のどちらの区間でも最高の性能を発揮する高性能な客貨両用の機関車を導入することになり、その試験的な機関車4両を1962年にフランスのアルストムへ発注し、1963年より10000形電気機関車として運用を始めていたが、1,500 V区間における性能の著しい低下が問題になっており、同様な目的の新たな機関車を購入することを決定、1965年に「1,500 Vと3,000 Vの複電圧かつ粘着力に優れた1台車1電動機2軸駆動方式の電気機関車」という条件で国際入札が行われた。
そこでは、前述の10000形をはじめ、従来同国鉄へ電気機関車を納入していたフランスのアルストムと、当時世界各地へ機関車を輸出していた日本の三菱電機と三菱重工業からなる三菱グループが応札。アルストムが10000形電気機関車の改良品を提示したのに対し、三菱グループはスペイン国鉄の提示する条件と類似の仕様の日本国有鉄道EF30形電気機関車を基礎にしつつ、直流専用で複電圧および広軌と真空ブレーキを搭載したものを提示。厳正な調査の結果、スペイン国鉄が示した値段ではアルストムのものが16両購入できるのに対し、三菱グループのものは21両購入できる（当時は固定相場制で1ドルが360円相当だった）ことが判明したことから、1966年の4月に三菱グループの受注が決定。なお、実際に購入されたのは16両分であった。
この機関車が7900形、のちの279形であり、1966年に日本の三菱重工業三原製作所で最初の2両が製造、スペインへ輸出され、翌1967年の1月にスペインに到着し、試運転を行ったところ、とても良い成果を出したことから、三菱グループは三菱商事を介してスペイン国内のメーカーと技術提携を結ぶこととなり、同年から翌1968年にかけて同国内企業のCAF、スペイン電気機械製造会社 CENEMESAにおいてさらに14両が三菱電機のライセンスにより製造され、最終的に合計16両となった。

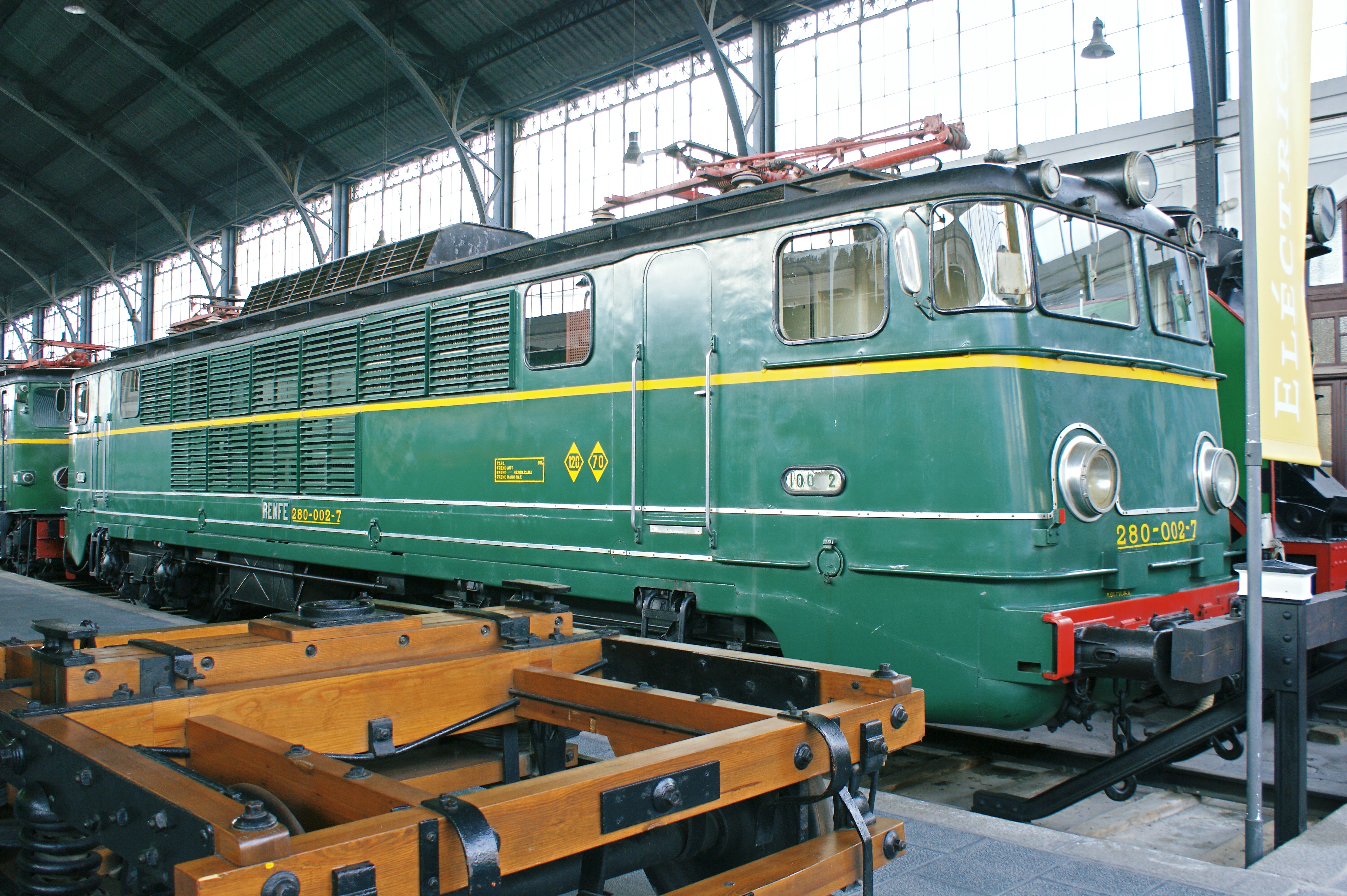
試験的に導入された10000形電気機関車
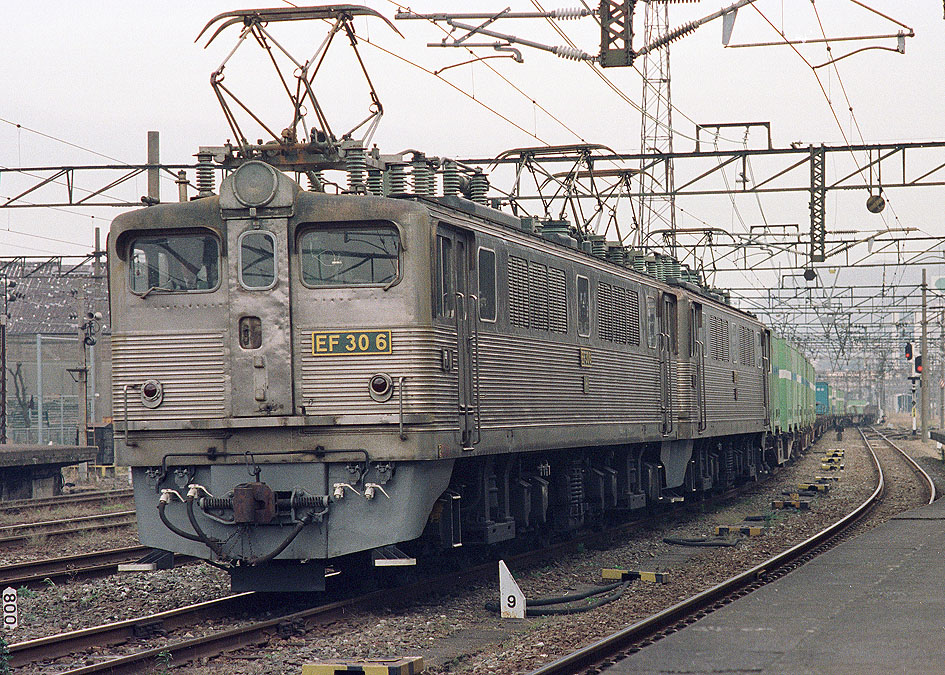
279形電気機関車の基礎となった 日本国有鉄道EF30形電気機関車

## 概要
定格出力は2,700 kW。空転時の再粘着特性などの粘着力に優れ、同時に台車の軽量化も可能な1台車1電動機2軸駆動方式（モノモーター方式）を採用しているが、これは各台車の中心の心皿直下に主電動機を配置し、前後の動輪を駆動させる方式で、各台車の中心の心皿直下の空間が大きく、主電動機を車軸と並行に設置することから、ギア比を変更する空間が生まれ、牽引する列車の種類によってそれを変更することができるため、最高速度は旅客列車牽引時が130 km/h、貨物列車牽引時が80 km/hとなっている。
車体は当時の日本国有鉄道の電気機関車と類似した形状の普通鋼製で、冬に寒くなるスペイン北部やピレネー山脈付近の気候に対応するため、前面のパノラミックウインドウの両端にデフロスタを設けているほか、一部トンネルの高さとパンタグラフ形状の関係から、屋根が平らになっており、少々のっぺりした印象を与える。
駆動方式は日本国有鉄道EF30形と同様のWN駆動で、前述の点から、1台車1電動機2軸駆動方式に適している。また、旅客列車牽引時に使用する電気暖房装置（EG装置）を、スペインの電気機関車としては初めて新製時から標準装備した。
集電装置のパンタグラフはスペインの標準であるZ形で、赤色に塗装されている。

## 沿革
導入後、すべての車両がマドリードのプリンシペ・ピオ機関区へ配備され、ほぼ全線が1,500 V電化であったマドリード＝イルン線において運用を開始。運転を行う機関士からは、「日本の技術を搭載した機関車」ということから、前述の"Las Japonesas"のほか、日本文化の代表として広く知れ渡っていた"Geisya"（芸者）と呼ばれ親しまれた。
1969年からは出力を強増した増備車である289形電気機関車が登場し、同じく2両が三菱電機で製造・残りをスペイン国内で製造する形で増備された。
長い間その性能を発揮する運用に就いていたが、老朽化が目立ってきたことから1990年代後半から状態の良い車両に対し、更新工事が開始された。この内容は前面の二枚窓のパノラミックウインドウを平面窓へ、乗降扉横の個別に分かれた二つの小窓を一つのユニットサッシ窓へ交換し、同時に運転室に冷房を搭載するというものであったが、老朽化が進んでいた車両はこの工事を受けずに廃車となっている。同様の更新工事は289形電気機関車や269形電気機関車にも施行された。
2005年にスペイン国鉄は民営化され、それと前後して旅客列車の電車化が進められたことから、より新しい電気機関車に余剰車が発生し、それと交代する形で更新工事が施行された車両も含めて2009年までに全車廃車されたが、279-001号機と279-002号機はバリャドリッドで保存されているほか、スペイン国内で製造された車両のトップナンバーである279-003号機がアルツァス/アルサスアで観光事務所として利用されている。

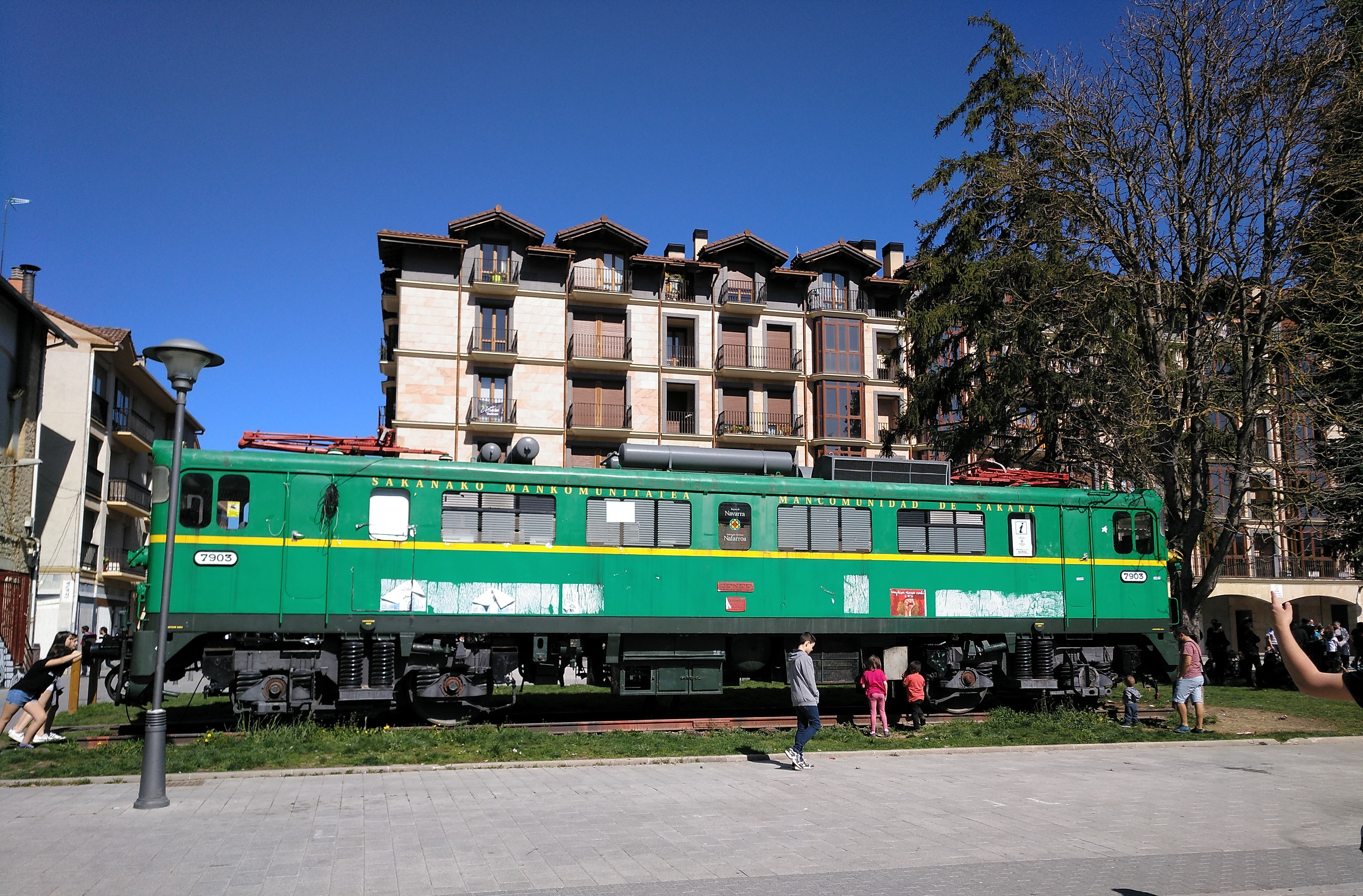
279形電気機関車（279-003号機） アルツァス/アルサスアで観光事務所として利用されている姿
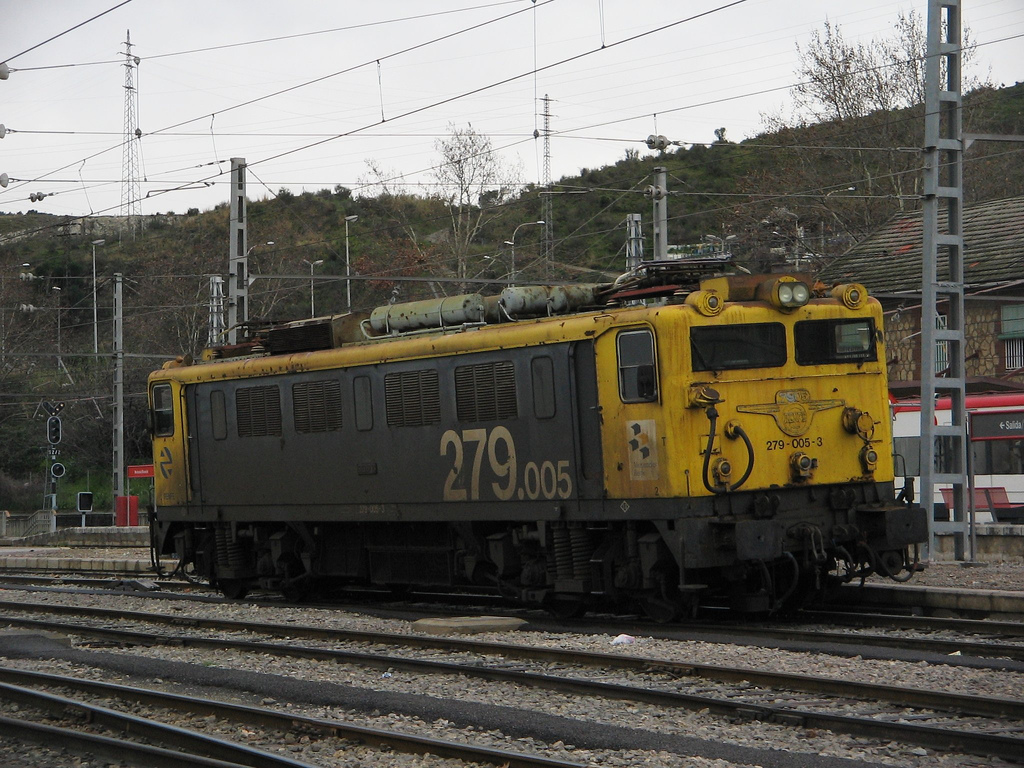
279形電気機関車（279-005号機） 更新工事を受けた姿
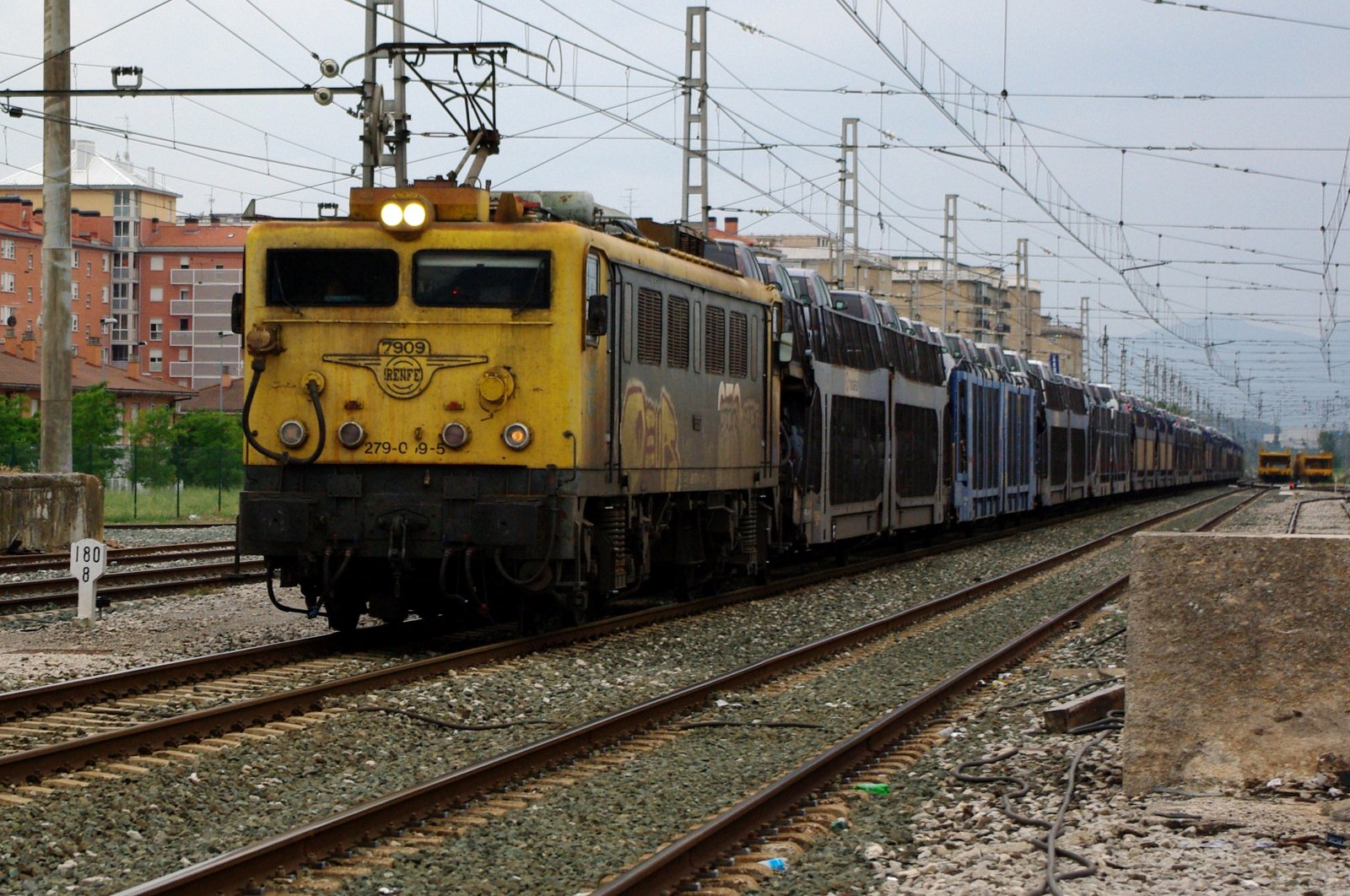
279形電気機関車（279-009号機） 更新工事を受け、窓下の前照灯が改造された姿で車運車を牽引する
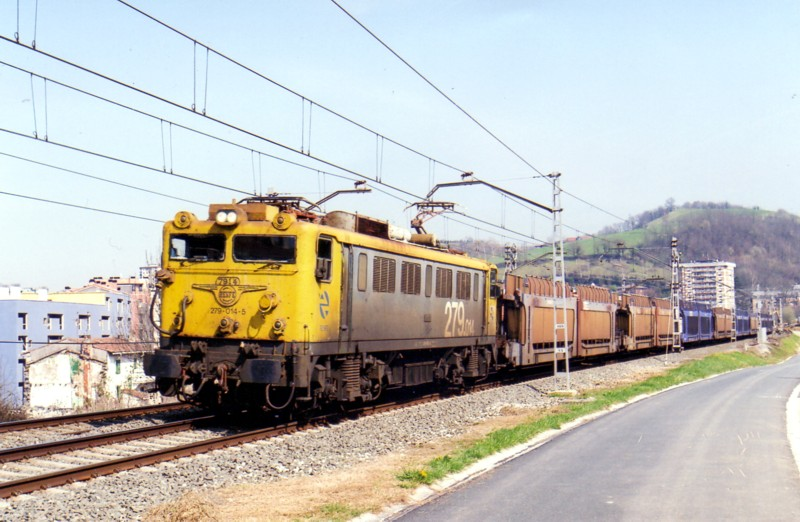
279形電気機関車（279-014号機） 更新工事を受けた姿